# 藤水村
藤水村（ふじみむら）は三重県安濃郡にあった村。概ね現在の津市垂水・藤方・南が丘にあたる。

## 地理
- 河川：相川

## 歴史
- 1889年（明治22年）4月1日 - 町村制の施行により、安濃郡垂水村および藤方村の大部分の区域をもって藤水村発足。
- 1936年（昭和11年）3月1日 - 津市に編入。同日藤水村廃止。

## 地域
教育
- 藤水尋常高等小学校

## 交通

### 鉄道路線
- 伊勢電気鉄道（現・近畿日本鉄道）
  - 本線：結城神社前駅 - 米津駅
- 中勢鉄道
  - 軌道線：聖天前停留場 - 二重池停留場

上記のほか、村域を鉄道省の参宮線（現・紀勢本線）、参宮急行電鉄津線（現・近鉄名古屋線）が通過したが、駅は所在しなかった。現在は旧村域に近鉄名古屋線の南が丘駅が所在するが、当時は未開業。

### 道路
- 伊勢街道